# 井出安軌
井出 安軌（いで やすのり）は、日本のアニメーション脚本家・演出家・監督。長野県松本市出身。
代表作は『おねがい☆』シリーズ監督。

## 活動
サンライズ制作から、AIC（アニメインターナショナルカンパニー）に演出として移籍。文化放送のラジオドラマ、ツインビーPARADISEの脚本などで頭角を表す。フリーに転身後『おねがい☆』シリーズ監督を務め、人気を博する。自身が関わる作品に於いて楽曲の作詞活動を行う事があり、『花右京メイド隊（第1期）』のOP主題歌は電波ソングとして知られ、同シリーズが原作のブラックさを敢えて消したのは、短期シリーズであった事に加えて井出監督の意向もあったとされる。他にも声優の後藤邑子の1stアルバムの楽曲の作詞提供も行っている。

## 主な参加作品

### 監督
- 新くりいむレモン サマーウィンド～少女たちが運んだ夏～（1987年）監督・脚本
- BURN-UP（1991年）
- がんばれゴエモン 次元城の悪夢（1991年）監督・脚本
- 劇場版サイレントメビウス2（1992年）
- ツインビー ウィンビーの1/8パニック（1994年）監督・脚本
- D4プリンセス（1999年）監督・脚本
- 花右京メイド隊（第1期）（2001年）監督・脚本
- おねがい☆ティーチャー（2002年）
- おねがい☆ツインズ（2003年）
- 正義くん「893239」特典短編（2007年）監督・脚本・撮影・編集・音楽

### 監修
- ちょこッとSister（2006年）

### 脚本
- ツインビーPARADISEシリーズ（ラジオドラマ）（1993～1997年）脚本
- 錬金3級 まじかる?ぽか〜ん（2006年）シリーズ構成・脚本[1]
- おおきく振りかぶって（2007年）脚本
- 絶対防衛レヴィアタン（2013年）シリーズ構成・脚本
- どうにかなる日々（2020年）脚本（共同）
- 裏世界ピクニック（2021年）脚本

### 脚本原案
- ときめきメモリアル ドラマシリーズ
  - 虹色の青春 （1997年）
  - 彩のラブソング （1998年）
  - 旅立ちの詩 （1999年）

### 絵コンテ・演出
- バブルガムクライシス
  - Vol.3（1987年）演出
  - ハリケーンライブ（1987年）演出
- レモンエンジェル《島えりか》（1987年）脚本・絵コンテ・演出
- ライディング・ビーン（1989年）演出
- 聖獣機サイガード（1989年）演出（ペンネーム:七草達郎）
- 冒険!イクサー3（1990年）#2演出
- BASTARD!! -暗黒の破壊神-（1992年）#2絵コンテ・演出
- ああっ女神さまっ(OVA)（1993年 - 1994年）#3絵コンテ・演出、#5演出
- 臣士魔法劇場 リスキー☆セフティ（1999年）#7 - #10絵コンテ
- GIRLSブラボー first season（2004年）#9絵コンテ
- 最終試験くじら(PC)（2004年）オープニングアニメーション絵コンテ・演出
- ゼロの使い魔（2006年）エンディングアニメーション絵コンテ・演出
  - ゼロの使い魔〜三美姫の輪舞〜（2008年）エンディングアニメーション絵コンテ・演出
- こどものじかん（2007年）#2・#5絵コンテ
- とらドラ!（2008年）#4絵コンテ
- まかでみ・WAっしょい!（2008年）#11絵コンテ
- 屍鬼（2010年）#1・#4絵コンテ
- アマガミSS（2010年）#15絵コンテ
- これはゾンビですか?（2011年）#3・#6・#10絵コンテ
- ドラえもん（2011年～）
- ましろ色シンフォニー（2011年）#9・#11絵コンテ、オープニングアニメーション絵コンテ・演出
- 星空へ架かる橋（2011年）#13絵コンテ
- 妖狐×僕SS（2012年）エンディングアニメーション2&3絵コンテ・演出（ペンネーム:井出秋名）
- 君と僕。2（2012年）#3絵コンテ
- 好きっていいなよ。（2012年）#7・#8・#10絵コンテ
- GJ部（2013年）#2絵コンテ
- カーニヴァル（2013年）#3絵コンテ
- 少年ハリウッド -HOLLY STAGE FOR 49-（2014年）#2・#8・#11・#17・#21・#22絵コンテ
- 山田くんと7人の魔女（2015年）#10絵コンテ
- 新劇場版 頭文字D Legend 3～夢現～（2015年）絵コンテ
- アルスラーン戦記（2015年）OAD絵コンテ
- ミス・モノクローム -The Animation- 3（2015年）#4絵コンテ
- 俺がお嬢様学校に「庶民サンプル」としてゲッツされた件（2015年）#7絵コンテ
- 少女たちは荒野を目指す（2016年）エンディングアニメーション絵コンテ・演出・編集、#7・#9・#12絵コンテ
- 石膏ボーイズ（2016年）#6絵コンテ
- アルスラーン戦記 風塵乱舞（2016年）#4絵コンテ
- うどんの国の金色毛鞠（2016年）#4・#7絵コンテ
- 恋と嘘（2017年）#4 ・ #11 ・ #12 ・OAD絵コンテ
- LOST SONG（2018年）#6絵コンテ
- ベルゼブブ嬢のお気に召すまま。（2018年）#3・#7・#12絵コンテ
- 寄宿学校のジュリエット（2018年）#4・#7・#12絵コンテ
- レイトン ミステリー探偵社 ～カトリーのナゾトキファイル～（2018～2019年）＃2・＃6絵コンテ
- ぼくたちは勉強ができない（第1期）（2019年）#2・#6・#10・#13絵コンテ
- ぼくたちは勉強ができない！（第2期）（2019年）＃2・＃5絵コンテ
- 啄木鳥探偵處（2020年）#8絵コンテ
- アイドリッシュセブン Second BEAT!（2020年）#7絵コンテ
- たとえばラストダンジョン前の村の少年が序盤の街で暮らすような物語（2021年）#7絵コンテ
- ブルーピリオド（2021年）#4 ・ #11絵コンテ
- 咲う アルスノトリア すんっ!（2022年）#4絵コンテ
- 大雪海のカイナ（2023年）シリーズディレクション協力
- トニカクカワイイ 女子高編（2023年）#3絵コンテ

### 制作進行
- 重戦機エルガイムII フェアウェル マイ ラブリー+ペンタゴナ ドールズ （1986年）

### 作詞
- GIRLSブラボー　挿入歌「ぽよんちゃんのテーマ」
- しちゃいましょう　歌：のみこ
- 宇宙人とわたし　歌：のみこ
- ねこにゃんダンス　歌：ハレンチパンチ
- 東京エデン　歌：後藤邑子